# Liste der Hochschulen und Akademien in der DDR
Die Liste der Hochschulen und Akademien in der DDR umfasst alle Hochschulen und Akademien, die in der Deutschen Demokratischen Republik bestanden.

## Aufteilung der Hochschulen auf die Bezirke der DDR

Bezirke der DDR

Die DDR umfasste neben Berlin vierzehn Bezirke. Jeder dieser Bezirke besaß mindestens eine Hochschule, aber die Aufteilung der Hochschulen auf die Bezirke war nicht gleichmäßig. Besonders viele gab es in Berlin (20) und im Bezirk Dresden (15). Der Bezirk Neubrandenburg bekam erst 1988, als letzter der DDR-Bezirke, eine Hochschule.

## Übersicht
Diese Liste enthält:
- 6 Universitäten (Berlin, Greifswald, Halle, Jena, Leipzig, Rostock)
- 3 Technische Universitäten (Dresden, Magdeburg und Karl-Marx-Stadt bzw. Chemnitz)
- 8 Technische Hochschulen (universitärer Status)
- 4 Ingenieurhochschulen
- 8 Kunsthochschulen
- 4 Musikhochschulen
- mehrere staatlich nicht anerkannte Hochschulen mit religiösem Charakter
- 10 Pädagogische Hochschulen
- 8 Offiziershochschulen
- 12 sonstige Hochschulen (Landwirtschaft, Sport, Handel, Ökonomie, Politik usw.)
- 14 Akademien
- 6 Institute mit Promotionsrecht (Der Vollständigkeit halber genannt)[2]

### Universitäten
Zur Gründung der DDR existierten die sechs Universitäten in Berlin, Greifswald, Halle, Jena, Leipzig, Rostock. Neu gegründet wurden die Technische Universität Dresden, die Technische Universität Karl-Marx-Stadt und die Technische Universität Magdeburg.

### Akademien
Vierzehn Akademien hatten Promotions- und Habilitationsrecht und bildeten teilweise auch Studenten aus.
Ihre Mitarbeitenden standen teilweise als Dozenten an den Universitäten und Hochschulen für die Studentenausbildung zur Verfügung.
Neben den bestehenden Medizinischen Fakultäten an den Universitäten wurden drei Medizinische Akademien Anfang der 1950er Jahre neu gegründet.

### Benutzte Abkürzungen
| Abk  | Bedeutung                   |
| ---- | --------------------------- |
| Ak   | Akademie                    |
| BA   | Bergakademie                |
| HS   | Hochschule                  |
| IHS  | Ingenieurhochschule         |
| KHS  | Kunsthochschule             |
| KMHS | Hochschule für Kirchenmusik |
| MHS  | Musikhochschule             |
| MedU | Medizinische Universität    |
| OHS  | Offiziershochschule         |
| PHS  | Pädagogische Hochschule     |
| TH   | Technische Hochschule       |
| TU   | Technische Universität      |
| Uni  | Universität                 |

In der Liste bleiben die Felder für das Gründungsdatum (von) bzw. das Datum der Auflösung (bis) frei, wenn die Hochschule vor Gründung der DDR bereits bestand bzw. nach Ende der DDR weiter bestand.
In der Spalte Abk,Q wird die zur DDR-Zeit übliche Abkürzung für die Hochschule aufgeführt. Außerdem enthält die Spalte eine Quellenangabe für die in der jeweiligen Zeile enthaltenen Daten.

## Liste
| Bild | Name der Hochschule | Abk,Q                  | Form  | O | Vorgänger                                                                            | von  | bis  | Nachfolger | Ort                 | Bezirk                                      |
| --- | --- | ---------------------- | ----- | - | ------------------------------------------------------------------------------------ | ---- | ---- | --- | ------------------- | ------------------------------------------- |
| weitere Bilder | Akademie der Wissenschaften der DDR (Standort)                                                                                                | AdW                    | Ak    |   | Königlich Preußische Akademie der Wissenschaften zu Berlin                           |      |      | Berlin-Brandenburgische Akademie der Wissenschaften                                                                             | Berlin              | Ost-Berlin (nur funktionshalber ein Bezirk) |
| weitere Bilder | Humboldt-Universität zu Berlin (Standort) | HUB                    | Uni   |   |                                                                                      |      |      | | Berlin              | Ost-Berlin (nur funktionshalber ein Bezirk) |
| weitere Bilder | Ernst-Moritz-Arndt-Universität Greifswald (Standort)                                                                                          | EMAU                   | Uni   |   |                                                                                      |      |      | | Greifswald          | Bezirk Rostock                              |
| weitere Bilder | Martin-Luther-Universität Halle-Wittenberg (Standort)                                                                                         | MLU                    | Uni   |   |                                                                                      |      |      | | Halle, Wittenberg   | Bezirk Halle                                |
| weitere Bilder | Friedrich-Schiller-Universität Jena (Standort)                                                                                                | FSU                    | Uni   |   |                                                                                      |      |      | | Jena                | Bezirk Gera                                 |
| weitere Bilder | Karl-Marx-Universität Leipzig (Standort) | KMU                    | Uni   |   |                                                                                      |      |      | | Leipzig             | Bezirk Leipzig                              |
| weitere Bilder | Wilhelm-Pieck-Universität Rostock (Standort)                                                                                                  | WPU                    | Uni   |   |                                                                                      |      |      | | Rostock             | Bezirk Rostock                              |
| weitere Bilder | Handelshochschule Leipzig (Standort) | HHL                    | HS    |   | private Handelshochschule (1898) und Hochschule für Binnenhandel                     | 1969 |      | Private universitäre Wirtschaftshochschule                                                                                      | Leipzig             | Bezirk Leipzig                              |
| weitere Bilder | Akademie der Künste der DDR (Standort) | [ 13 ]                 | Ak    |   | Preußische Akademie der Künste                                                       | 1950 |      | Akademie der Künste Berlin | Berlin              | Ost-Berlin (nur funktionshalber ein Bezirk) |
| | Hochschule für Schauspielkunst „Ernst Busch“ Berlin (Standort)                                                                                | HfS                    | KHS   |   | Staatliche Schauspielschule Berlin (1951)                                            | 1981 |      | | Berlin              | Ost-Berlin (nur funktionshalber ein Bezirk) |
| weitere Bilder | Hochschule für industrielle Formgestaltung (Standort)                                                                                         | [ 15 ]                 | KHS   |   | Gewerbliche Zeichen- und Handwerkerschule der Stadt Halle (1879)                     | 1958 |      | 1989 umbenannt in Burg Giebichenstein Kunsthochschule Halle                                                                     | Halle               | Bezirk Halle                                |
| Staatliche Hochschule für Theater und Musik Halle                                                                                  | Staatliche Hochschule für Theater und Musik Halle (Standort)                                                                                  | HMT                    | KHS   |   |                                                                                      |      | 1956 | | Halle               | Bezirk Halle                                |
| Hochschule für Grafik und Buchkunst Leipzig                                                                                        | Hochschule für Grafik und Buchkunst Leipzig (Standort)                                                                                        | HGB                    | KHS   |   |                                                                                      |      |      | | Leipzig             | Bezirk Leipzig                              |
| Hochschule für Musik und Theater „Felix Mendelssohn Bartholdy“ Leipzig                                                             | Hochschule für Musik und Theater „Felix Mendelssohn Bartholdy“ Leipzig (Standort)                                                             | HMT                    | KHS   |   | Conservatorium der Musik                                                             |      |      | | Leipzig             | Bezirk Leipzig                              |
| Theaterhochschule „Hans Otto“ Leipzig                                                                                              | Theaterhochschule „Hans Otto“ Leipzig (Standort)                                                                                              | [ 19 ]                 | KHS   |   | Deutsches Theater-Institut Weimar                                                    | 1953 |      | in die Hochschule für Musik und Theater „Felix Mendelssohn Bartholdy“ Leipzig integriert                                        | Leipzig             | Bezirk Leipzig                              |
| Hochschule für Film und Fernsehen Potsdam-Babelsberg                                                                               | Hochschule für Film und Fernsehen Potsdam-Babelsberg (Standort)                                                                               | HFF                    | KHS   |   |                                                                                      | 1954 |      | | Potsdam-Babelsberg  | Bezirk Potsdam                              |
| | Staatliche Schauspielschule Rostock | [ 21 ]                 | KHS   |   |                                                                                      | 1968 | 1981 | angegliedert an Hochschule für Schauspielkunst „Ernst Busch“ Berlin                                                             | Rostock             | Bezirk Rostock                              |
| weitere Bilder | Hochschule für Musik Hanns Eisler Berlin (Standort)                                                                                           | HFM                    | MHS   |   |                                                                                      | 1950 |      | | Berlin              | Ost-Berlin (nur funktionshalber ein Bezirk) |
| weitere Bilder | Hochschule für Musik Carl Maria von Weber Dresden (Standort)                                                                                  | [ 23 ]                 | MHS   |   | Akademie für Musik, Theater und Tanz                                                 | 1952 |      | | Dresden             | Bezirk Dresden                              |
| | Hochschule für Musik, Theater und Tanz | [ 21 ]                 | MHS   |   |                                                                                      |      | 1978 | integriert in Hochschule für Musik Hanns Eisler Berlin                                                                          | Rostock             | Bezirk Rostock                              |
| weitere Bilder | Hochschule für Musik Franz Liszt Weimar (Standort)                                                                                            | [ 24 ]                 | MHS   |   | Orchesterschule (1872)                                                               | 1956 |      | | Weimar              | Bezirk Erfurt                               |
| weitere Bilder | Akademie der Landwirtschaftswissenschaften der DDR (Standort)                                                                                 | AdL                    | Ak    |   |                                                                                      | 1951 |      | | Berlin              | Ost-Berlin (nur funktionshalber ein Bezirk) |
| weitere Bilder | Hochschule für Landwirtschaft und Nahrungsgüterwirtschaft Bernburg (Standort)                                                                 | [ 26 ]                 | HS    |   | Anhaltischen Versuchsstation                                                         | 1961 |      | Hochschule Anhalt | Bernburg            | Bezirk Halle                                |
| Hochschule für Landwirtschaftliche Produktionsgenossenschaften Meißen                                                              | Hochschule für Landwirtschaftliche Produktionsgenossenschaften Meißen (Standort)                                                              | [ 27 ]                 | HS    |   |                                                                                      | 1953 |      | | Meißen              | Bezirk Dresden                              |
| Hochschule für Seefahrt Warnemünde-Wustrow                                                                                         | Hochschule für Seefahrt Warnemünde-Wustrow (Standort)                                                                                         | [ 28 ]                 | IHS   |   | Seefahrtschule Wustrow, Ingenieurschule für Schiffstechnik Warnemünde                | 1969 | 1990 | Hochschule Wismar, Bereich Seefahrt                                                                                             | Warnemünde, Wustrow | Bezirk Rostock                              |
| Akademie für Ärztliche Fortbildung der DDR                                                                                         | Akademie für Ärztliche Fortbildung der DDR (Standort)                                                                                         | AfÄF                   | Ak    |   | Zentralinstitut für Sozial- und Gewerbehygiene                                       | 1954 | 1990 | | Berlin-Lichtenberg  | Ost-Berlin (nur funktionshalber ein Bezirk) |
| weitere Bilder | Medizinische Akademie „Carl Gustav Carus“ (Standort)                                                                                          | [ 30 ]                 | Ak    |   |                                                                                      | 1954 |      | Universitätsklinikum Carl Gustav Carus Dresden                                                                                  | Dresden             | Bezirk Dresden                              |
| Medizinische Akademie Erfurt | Medizinische Akademie Erfurt (Standort) | MAE                    | Ak    |   |                                                                                      | 1954 |      | Helios Klinikum Erfurt | Erfurt              | Bezirk Erfurt                               |
| weitere Bilder | Medizinische Akademie Magdeburg (Standort) | [ 32 ]                 | Ak    |   |                                                                                      | 1954 |      | Universitätsklinikum Magdeburg                                                                                                  | Magdeburg           | Bezirk Magdeburg                            |
| Hochschule für Ökonomie Bruno Leuschner                                                                                            | Hochschule für Ökonomie Bruno Leuschner (Standort)                                                                                            | HfÖ                    | HS    |   |                                                                                      | 1950 |      | Fachhochschule für Technik und Wirtschaft Berlin                                                                                | Berlin-Karlshorst   | Ost-Berlin (nur funktionshalber ein Bezirk) |
| weitere Bilder | Akademie der Pädagogischen Wissenschaften der DDR (Standort)                                                                                  | APW                    | Ak    |   | Deutsches Pädagogisches Zentralinstitut                                              | 1970 | 1990 | | Berlin              | Ost-Berlin (nur funktionshalber ein Bezirk) |
| Pädagogische Hochschule „Karl Friedrich Wilhelm Wander“ Dresden                                                                    | Pädagogische Hochschule „Karl Friedrich Wilhelm Wander“ Dresden (Standort)                                                                    | [ 35 ]                 | PHS   |   |                                                                                      | 1967 |      | Fakultät Erziehungswissenschaften der Technischen Universität Dresden                                                           | Dresden             | Bezirk Dresden                              |
| Pädagogische Hochschule „Dr. Theodor Neubauer“ Erfurt/Mühlhausen                                                                   | Pädagogische Hochschule „Dr. Theodor Neubauer“ Erfurt/Mühlhausen (Standort)                                                                   | [ 36 ]                 | PHS   |   | Pädagogische Akademie Erfurt (1929–1932)                                             | 1969 | 1990 | in Universität Erfurt eingegliedert                                                                                             | Erfurt              | Bezirk Erfurt                               |
| Pädagogische Hochschule „Liselotte Herrmann“                                                                                       | Pädagogische Hochschule „Liselotte Herrmann“ (Standort)                                                                                       | [ 37 ]                 | PHS   |   | Hochschule für Lehrerbildung und Lehrerbildungsanstalt                               | 1972 |      | in Universität Rostock eingegliedert                                                                                            | Güstrow             | Bezirk Schwerin                             |
| Pädagogische Hochschule Halle-Köthen                                                                                               | Pädagogische Hochschule Halle-Köthen (Standort)                                                                                               | [ 38 ]                 | PHS   |   | Vereinigung der Pädagogischen Hochschulen in Halle (Saale) und Köthen                | 1988 |      | in Universität Halle eingegliedert                                                                                              | Halle, Köthen       | Bezirk Halle                                |
| weitere Bilder | Pädagogische Hochschule „Wolfgang Ratke“ Köthen (Standort)                                                                                    | [ 39 ]                 | PHS   |   | Institut für Lehrerbildung                                                           | 1970 |      | Pädagogische Hochschule Halle-Köthen                                                                                            | Köthen              | Bezirk Halle                                |
| Pädagogische Hochschule Leipzig „Clara Zetkin“                                                                                     | Pädagogische Hochschule Leipzig „Clara Zetkin“ (Standort)                                                                                     | [ 40 ]                 | PHS   |   | Pädagogisches Institut (1952)                                                        | 1972 |      | aufgelöst und in Erziehungswissenschaftliche Fakultät der Universität Leipzig eingegliedert                                     | Leipzig             | Bezirk Leipzig                              |
| Pädagogische Hochschule Magdeburg „Erich Weinert“                                                                                  | Pädagogische Hochschule Magdeburg „Erich Weinert“ (Standort)                                                                                  | [ 41 ]                 | PHS   |   |                                                                                      | 1972 |      | Geistes-, Sozial- und Erziehungswissenschaftliche Fakultät der Otto-von-Guericke-Universität Magdeburg                          | Magdeburg           | Bezirk Magdeburg                            |
| Pädagogische Hochschule Neubrandenburg                                                                                             | Pädagogische Hochschule Neubrandenburg (Standort)                                                                                             | [ 1 ]                  | PHS   |   |                                                                                      | 1988 |      | in Universität Greifswald eingegliedert                                                                                         | Neubrandenburg      | Bezirk Neubrandenburg                       |
| Pädagogische Hochschule Potsdam „Karl Liebknecht“                                                                                  | Pädagogische Hochschule Potsdam „Karl Liebknecht“ (Standort)                                                                                  | [ 42 ]                 | PHS   |   | Brandenburgische Landeshochschule                                                    | 1951 |      | in die Universität Potsdam integriert                                                                                           | Potsdam             | Bezirk Potsdam                              |
| | Pädagogische Hochschule „Ernst Schneller“ Zwickau (Standort)                                                                                  | [ 43 ]                 | PHS   |   | Lehrerseminar Zwickau (1912)                                                         | 1973 |      | an die TU Chemnitz angegliedert                                                                                                 | Zwickau             | Bezirk Karl-Marx-Stadt                      |
| | Militärmedizinische Akademie Bad Saarow (Standort)                                                                                            | MMA                    | Ak    |   | Zentrales Lazarett der NVA                                                           | 1981 |      | | Bad Saarow          | Bezirk Frankfurt (Oder)                     |
| weitere Bilder | Akademie für Gesellschaftswissenschaften beim ZK der SED (Standort)                                                                           | AfG                    | Ak    |   | Institut für Gesellschaftswissenschaften beim ZK der SED (IfG)                       | 1976 | 1990 | | Berlin              | Ost-Berlin (nur funktionshalber ein Bezirk) |
| weitere Bilder | Militärakademie Friedrich Engels Dresden (Standort)                                                                                           | MAFE                   | Ak    |   | Hochschule für Offiziere der NVA (1956)                                              | 1958 | 1990 | | Dresden             | Bezirk Dresden                              |
| Akademie für Staats- und Rechtswissenschaft der DDR                                                                                | Akademie für Staats- und Rechtswissenschaft der DDR (Standort)                                                                                | ASR                    | Ak    |   | Deutsche Verwaltungsakademie (1948)                                                  | 1953 | 1990 | | Potsdam             | Bezirk Potsdam                              |
| weitere Bilder | Parteihochschule „Karl Marx“ beim ZK der SED Berlin (Standort)                                                                                | [ 48 ]                 | HS    |   |                                                                                      | 1946 | 1990 | | Berlin              | Ost-Berlin (nur funktionshalber ein Bezirk) |
| | Hochschule der Deutschen Volkspolizei „Karl Liebknecht“ (Standort)                                                                            | HSDVP                  | HS    |   | Höhere Polizeischule (1955)                                                          | 1962 | 1990 | | Berlin-Biesdorf     | Ost-Berlin (nur funktionshalber ein Bezirk) |
| | Militärpolitische Hochschule „Wilhelm Pieck“ (Standort)                                                                                       | MPHS                   | HS    |   |                                                                                      | 1970 | 1990 | | Berlin-Grünau       | Ost-Berlin (nur funktionshalber ein Bezirk) |
| Gewerkschaftshochschule „Fritz Heckert“                                                                                            | Gewerkschaftshochschule „Fritz Heckert“ (Standort)                                                                                            | [ 51 ]                 | HS    |   |                                                                                      | 1951 | 1990 | | Bernau bei Berlin   | Bezirk Frankfurt (Oder)                     |
| Hochschule des Ministeriums für Staatssicherheit Potsdam-Eiche                                                                     | Hochschule des Ministeriums für Staatssicherheit Potsdam-Eiche (Standort)                                                                     | [ 52 ]                 | HS    |   | Schule des MfS (1951)                                                                | 1965 | 1990 | | Potsdam             | Bezirk Potsdam                              |
| | Institut für Internationale Politik und Wirtschaft Berlin (Standort)                                                                          | IPW                    | I     |   | Deutsches Institut für Zeitgeschichte                                                | 1971 | 1990 | | Berlin              | Ost-Berlin (nur funktionshalber ein Bezirk) |
| weitere Bilder | Institut für Marxismus-Leninismus beim ZK der SED Berlin (Standort)                                                                           | [ 54 ]                 | I     |   |                                                                                      | 1949 | 1990 | | Berlin              | Ost-Berlin (nur funktionshalber ein Bezirk) |
| | Zentralinstitut für Hochschulbildung | ZHB                    | I     |   | Institut für Hochschulpolitik (1964)                                                 | 1982 | 1990 | ging ohne Evaluierung über in das Institut für Hochschulforschung an der Universität Halle-Wittenberg                           | Berlin              | Ost-Berlin (nur funktionshalber ein Bezirk) |
| Zentralinstitut für sozialistische Wirtschaftsführung beim ZK der SED Berlin-Rahnsdorf                                             | Zentralinstitut für sozialistische Wirtschaftsführung beim ZK der SED Berlin-Rahnsdorf (Standort)                                             | [ 56 ]                 | I     |   |                                                                                      | 1965 | 1990 | Akademie für Internationale Wirtschaft                                                                                          | Berlin-Rahnsdorf    | Ost-Berlin (nur funktionshalber ein Bezirk) |
| Institut für sozialistische Wirtschaftsführung und gesellschaftliche Entwicklung in der Landwirtschaft beim ZK der SED Liebenwalde | Institut für sozialistische Wirtschaftsführung und gesellschaftliche Entwicklung in der Landwirtschaft beim ZK der SED Liebenwalde (Standort) | [ 57 ] [ 58 ]          | I     |   |                                                                                      | 1953 | 1990 | | Liebenwalde         | Bezirk Potsdam                              |
| Militärgeschichtliches Institut der DDR Potsdam                                                                                    | Militärgeschichtliches Institut der DDR Potsdam (Standort)                                                                                    | MGI                    | I     |   | Institut für Deutsche Militärgeschichte (1958)                                       | 1970 | 1990 | Standort übernommen vom Militärgeschichtliches Forschungsamt                                                                    | Potsdam             | Bezirk Potsdam                              |
| Offiziershochschule der Luftstreitkräfte/Luftverteidigung für Militärflieger „Otto Lilienthal“                                     | Offiziershochschule der Luftstreitkräfte/Luftverteidigung für Militärflieger „Otto Lilienthal“ (Standort)                                     | OHS für Militärflieger | OHS   |   |                                                                                      | 1986 | 1990 | | Bautzen             | Bezirk Dresden                              |
| | Institut der Zivilverteidigung der DDR in Beeskow (Standort)                                                                                  | [ 61 ]                 | OHS   |   |                                                                                      | 1979 | 1990 | | Beeskow             | Bezirk Frankfurt (Oder)                     |
| Offiziershochschule des Ministeriums des Innern „Artur Becker“ – Bereitschaften                                                    | Offiziershochschule des Ministeriums des Innern „Artur Becker“ – Bereitschaften (Standort)                                                    | OHS des MdI            | OHS   |   |                                                                                      | 1962 | 1990 | Landeskriminalamt Sachsen | Dresden             | Bezirk Dresden                              |
| Offiziershochschule der Luftstreitkräfte/Luftverteidigung „Franz Mehring“                                                          | Offiziershochschule der Luftstreitkräfte/Luftverteidigung „Franz Mehring“ (Standort)                                                          | OHS der LSK/LV         | OHS   |   |                                                                                      | 1952 | 1990 | 5. Luftwaffendivision | Kamenz              | Bezirk Dresden                              |
| Offiziershochschule der Landstreitkräfte „Ernst Thälmann“                                                                          | Offiziershochschule der Landstreitkräfte „Ernst Thälmann“ (Standort)                                                                          | OHS der LaSK           | OHS   |   | verschiedene Offiziersschulen der NVA wurden zusammengefasst                         | 1962 | 1990 | Bundeswehrkommando Ost | Löbau, Zittau       | Bezirk Dresden                              |
| | Offiziershochschule der Grenztruppen der DDR „Rosa Luxemburg“ (Standort)                                                                      | OHS der GT             | OHS   |   | Offiziersschule der Grenztruppen (1963)                                              | 1971 | 1990 | Bundesgrenzschutz | Plauen, Suhl        | Bezirk Suhl                                 |
| Offiziershochschule für ausländische Militärkader „Otto Winzer“                                                                    | Offiziershochschule für ausländische Militärkader „Otto Winzer“ (Standort)                                                                    | OHS                    | OHS   |   |                                                                                      | 1981 | 1990 | Marinetechnikschule | Prora auf Rügen     | Bezirk Rostock                              |
| Offiziershochschule der Volksmarine „Karl Liebknecht“                                                                              | Offiziershochschule der Volksmarine „Karl Liebknecht“ (Standort)                                                                              | OHS der VM             | OHS   |   | Seeoffizierslehranstalt, Ingenieurtechnische Lehranstalt                             | 1956 | 1990 | Bundeswehrkommando Ost | Stralsund           | Bezirk Rostock                              |
| Sprachenkonvikt | Sprachenkonvikt (Standort) | [ 68 ]                 | nsaHS |   |                                                                                      | 1949 | 1990 | Kirchliche Hochschule Berlin-Brandenburg (1990–1992) danach in die theologische Fakultät der Humboldt-Universität eingegliedert | Berlin              | Ost-Berlin (nur funktionshalber ein Bezirk) |
| weitere Bilder | Hochschule der Sieben-Tags-Adventisten (Standort)                                                                                             | [ 55 ]                 | nsaHS |   | Industrie- und Missionsschule (1899)                                                 | 1990 |      | Theologische Hochschule Friedensau                                                                                              | Friedensau          | Bezirk Magdeburg                            |
| Theologisches Seminar Leipzig | Theologisches Seminar Leipzig (Standort) | ThSL                   | nsaHS |   | Evangelisch-Lutherisches Missionsseminar zu Leipzig (1879)                           | 1974 | 1990 | Kirchliche Hochschule Leipzig (1990–1992) danach in die theologische Fakultät der Universität Leipzig eingegliedert             | Leipzig             | Bezirk Leipzig                              |
| Katechetisches Oberseminar Naumburg (Saale)                                                                                        | Katechetisches Oberseminar Naumburg (Saale) (Standort)                                                                                        | KOS                    | nsaHS |   |                                                                                      | 1951 | 1990 | 1990–1993 Kirchliche Hochschule Naumburg                                                                                        | Naumburg (Saale)    | Bezirk Halle                                |
| Philosophisch-Theologisches Studium Erfurt                                                                                         | Philosophisch-Theologisches Studium Erfurt (Standort)                                                                                         | [ 71 ]                 | nsaHS |   |                                                                                      | 1959 |      | theologische Fakultät der Universität Erfurt                                                                                    | Erfurt              | Bezirk Erfurt                               |
| Deutsche Hochschule für Körperkultur                                                                                               | Deutsche Hochschule für Körperkultur (Standort)                                                                                               | DHfK                   | HS    |   | Institut für Leibesübungen                                                           | 1950 | 1990 | aufgelöst, teilweise integriert in Sportwissenschaftliche Fakultät an der Universität Leipzig                                   | Leipzig             | Bezirk Leipzig                              |
| Bauakademie der DDR | Bauakademie der DDR (Standort) | [ 3 ]                  | Ak    |   |                                                                                      | 1951 |      | | Berlin              | Ost-Berlin (nur funktionshalber ein Bezirk) |
| weitere Bilder | Bergakademie Freiberg (Standort) | BAF                    | Ak    |   |                                                                                      |      |      | | Freiberg            | Bezirk Karl-Marx-Stadt                      |
| Hochschule für Verkehrswesen Dresden „Friedrich List“                                                                              | Hochschule für Verkehrswesen Dresden „Friedrich List“ (Standort)                                                                              | HfV                    | HS    |   |                                                                                      | 1952 |      | eingegliedert in Fakultät Verkehrswissenschaften „Friedrich List“ an der TU Dresden                                             | Dresden             | Bezirk Dresden                              |
| Hochschule für Architektur und Bauwesen Weimar                                                                                     | Hochschule für Architektur und Bauwesen Weimar (Standort)                                                                                     | HABW                   | HS    |   | Großherzoglich-Sächsische Kunstschule Weimar                                         |      |      | | Weimar              | Bezirk Erfurt                               |
| Ingenieurhochschule Berlin-Wartenberg                                                                                              | Ingenieurhochschule Berlin-Wartenberg (Standort)                                                                                              | [ 76 ]                 | IHS   |   |                                                                                      | 1969 | 1990 | aufgelöst, teilweise eingegliedert in die Hochschule für Technik und Wirtschaft Berlin                                          | Berlin-Wartenberg   | Ost-Berlin (nur funktionshalber ein Bezirk) |
| Ingenieurhochschule Dresden | Ingenieurhochschule Dresden (Standort) | [ 77 ]                 | IHS   |   | Ingenieurschule für Maschinenbau und Elektrotechnik Dresden (IFME)                   | 1969 | 1986 | mit TU Dresden vereinigt | Dresden             | Bezirk Dresden                              |
| weitere Bilder | Ingenieurhochschule Mittweida (Standort) | [ 78 ]                 | IHS   |   | Technikum Mittweida (1867)                                                           | 1969 |      | | Mittweida           | Bezirk Karl-Marx-Stadt                      |
| Technische Universität Chemnitz | Technische Universität Chemnitz (Standort) | TUC                    | TU    |   | Hochschule für Maschinenbau Karl-Marx-Stadt                                          | 1986 |      | | Chemnitz            | Bezirk Karl-Marx-Stadt                      |
| Technische Hochschule für Bauwesen Cottbus                                                                                         | Technische Hochschule für Bauwesen Cottbus (Standort)                                                                                         | [ 80 ]                 | TH    |   | Hochschule für Bauwesen (1954–1963)                                                  | 1969 |      | Technische Universität Cottbus                                                                                                  | Cottbus             | Bezirk Cottbus                              |
| weitere Bilder | Technische Hochschule Ilmenau (Standort) | THI                    | TH    |   | Hochschule für Elektrotechnik                                                        | 1963 |      | Technische Universität Ilmenau                                                                                                  | Ilmenau             | Bezirk Suhl                                 |
| weitere Bilder | Technische Hochschule Köthen (Standort) | [ 55 ]                 | TH    |   | Höheres technisches Institut zu Cöthen                                               |      |      | ersetzt durch Hochschule Anhalt                                                                                                 | Köthen              | Bezirk Halle                                |
| weitere Bilder | Technische Hochschule Leipzig (Standort) | THL                    | TH    |   | Hochschule für Bauwesen Leipzig (1954–1977), Ingenieurhochschule Leipzig (1969–1977) | 1977 |      | ersetzt durch Hochschule für Technik, Wirtschaft und Kultur Leipzig                                                             | Leipzig             | Bezirk Leipzig                              |
| weitere Bilder | Technische Hochschule Leuna-Merseburg (Standort)                                                                                              | THLM                   | TH    |   |                                                                                      | 1954 |      | ersetzt durch Hochschule Merseburg                                                                                              | Leuna, Merseburg    | Bezirk Halle                                |
| weitere Bilder | Technische Hochschule Zittau (Standort) | [ 84 ]                 | TH    |   | Baugewerkschule und Ingenieurschule für Energiewirtschaft                            | 1969 |      | ersetzt durch Hochschule Zittau/Görlitz                                                                                         | Zittau              | Bezirk Dresden                              |
| weitere Bilder | Technische Hochschule Zwickau (Standort) | [ 84 ]                 | TH    |   | Bergingenieurschule Zwickau und Ingenieurschule für Kraftfahrzeugtechnik             | 1965 |      | Westsächsische Hochschule Zwickau                                                                                               | Zwickau             | Bezirk Karl-Marx-Stadt                      |
| weitere Bilder | Technische Universität Dresden (Standort) | TUD                    | TU    |   |                                                                                      |      |      | | Dresden             | Bezirk Dresden                              |
| Technische Universität Magdeburg                                                                                                   | Technische Universität Magdeburg (Standort)                                                                                                   | TUM                    | TU    |   |                                                                                      |      |      | | Magdeburg           | Bezirk Magdeburg                            |
| weitere Bilder | Jugendhochschule „Wilhelm Pieck“ |                        | HS    |   |                                                                                      | 1946 | 1990 | | Wandlitz            | Bezirk Frankfurt (Oder)                     |